# دي زيفن بروفينسيان (فئة فرقاطة)
فرقاطات فئة دي زيفن بروفينسيان De Zeven Provinciën-class frigate هي فرقاطات متطورة للدفاع الجوي والقيادة في خدمة البحرية الملكية الهولندية. وهذه الفئة من السفن تعرف أيضاً باسم Luchtverdedigings- en commandofregat.
 هذه السفن تتشابه مع مثيلاتها من فئة فرقاطة زاكسن الألمانية وذلك في كل من الدور والمهام. وخلال التدريبات الدولية، أثبت أداء باقة أجهزة الاستشعار ومنصة الأسلحة كفاءة عالية.
وأما تصنيف هذه السفن كفرقاطات فهو موضوع قابل للجدل وذلك نظراً لقدراتها الفائقة.

## الدفاع الجوي
كان التوجه عند بناء وتجهيز هذه السفن أن تكون المثلى في مهام الدفاع الجوي. ولهذا الدور جُهزت السفن بباقة من أجهزة الإستشعار والأسلحة المتقدمة. وتضم أجهزة الاستشعار الأساسية بالفرقاطة كل من الرادار البعيد المدى SMART-L والرادار متعدد الوظائف APAR. والراداران مكملان لبعضهما البعض بدرجة عالية، بمعنى أن SMART-L هو رادار الحزمة  D band ويوفر مراقبة طويلة المدى، في حين أن APAR هو رادار الحزمة I band فيوفر تتبع دقيق للهدف، وقدرة بحث أفقية عالية، وتوجيه للصواريخ باستخدام تقنية (Interrupted Continuous Wave Illumination (ICWI، مما يسمح بتوجيه 32 صاروخ ذو توجيه رادار شبه نشط في وقت واحد، بما في ذلك 16 صاروخاً في طور التوجيه النهائي.
والأسلحة الأولية للدفاع الجوي بالفرقاطة تتمثل في صواريخ للدفاع عن نقطة وهي صواريخ «سي سبارو»  Evolved Sea Sparrow Missile ESSM K ، وصواريخ للدفاع عن منطقة SM-2 Block IIIA
ويتم استخدام نظم الإطلاق العمودية Mk 41 لإيواء وإطلاق هذه الصواريخ. وتحمل الفرقاطة عدد 32 صاروخ ESSM K ، وكذلك 32 صاروخ  SM-2 Block IIIA

## مكافحة الصواريخ البالستية
خلال الاختبارات التي أجرتها HNLMS Tromp في المحيط الهادئ بالقرب من هاواي، أثبتت التعديلات التجريبية على SMART-L أنها سمحت بمدى أطول للرادار. 

وقد أجريت دراسة قامت بها البحرية الملكية الهولندية، ومنظمة الدفاع الهولندية، وشركة تاليس الهولندية، ورايثيون لأنظمة الصواريخ، ومختبر الفيزياء التطبيقية لجامعة جونز هوبكنز، وشركة لوكهيد مارتن لتحديد جدوى تعديل فئة دي زيفن بروفينسيان لتزويدها بالقدرة على اعتراض الصواريخ الباليستية. وقد بحثت الدراسة تحديداً جدوى دمج الصاروخ SM-3 Block IB بالرادار SMART-L والرادار APAR. وخلصت الدراسة إلى أنه مع بعض التعديلات على SMART-L و APAR، فضلا عن نظام الإدارة القتالية للسفن والصاروخ نفسه - يمكن مد فرقاطات الفئة دي زيفن بروفينسيان بقدرات اعتراض الصواريخ الباليستية.

## التحديث
في أواخر عام 2011، أعلنت وزارة الدفاع عن برنامج تحديث لرفع مستوى رادار الإنذار المبكر من طراز SMART-L بحيث تتمكن الفرقاطات من طراز دي زيفن بروفينسيان من الكشف عن الصواريخ الباليستية وتتبعها على نطاق واسع.
 وعلى الرغم من عدم وجود خطط للحصول على صواريخ سطح-جو قادرة على مكافحة الصواريخ الباليستية BMD-capable SM-3، فإنه يمكن لفرقاطات دي زيفن بروفينسيان أن تنقل بيانات التتبع والكشف إلى أصول دفاعية أخرى بحرية أو برية لها قدرات مكافحة الباليستية، بما في ذلك سفن الحربية للبحرية الأمريكية، التي يمكن أن تتصدى لتهديد الصواريخ الباليستية.
 ومن المقرر الانتهاء من برنامج التحديث هذا بحلول أواخر عام 2017 وذلك لكافة سفن الفئة دي زيفن بروفينسيان.

## مكافحة سفن السطح والغواصات
رغم أن سفن هذه الفئة قد تم تطويرها بالأساس على أنها فرقاطات للدفاع الجوي، ولكن هذا لا يمنع أنها مجهزة أيضا بأسلحة على متنها قادرة على مهاجمة الأهداف السطحية والغواصات، مثل صاروخ هاربون RGM-84F وطوربيدات Mk.46
وقد وضعت خطط لتجهيز بعض فرقاطات الدرجة دي زيفن بروفينسيان بعدد 32 صاروخ كروز توماهوك BGM-109 ولكن تم تعليق هذه الخطط في مايو 2005.

## إطلاق حي للصواريخ
في نوفمبر 2003  وعلى بعد حوالي 200 ميل بحري (370 كـم) من جزر الأزور، تم اختبار قدرات توجيه الصواريخ بإطلاق نيران حي للمرة الأولى. وتم ذلك بإطلاق صاروخ واحد ESSM وصاروخ  آخر من  SM-2ER Block IIIA.

هذه الإطلاقات كانت الأولى من نوعها التي تتم من سفينة  تنطوي على منظومة كاملة لصفيف مسح إلكتروني نشط  APAR لتوجيه الصواريخ باستخدام تقنية  ICWI في بيئة تشغيلية.

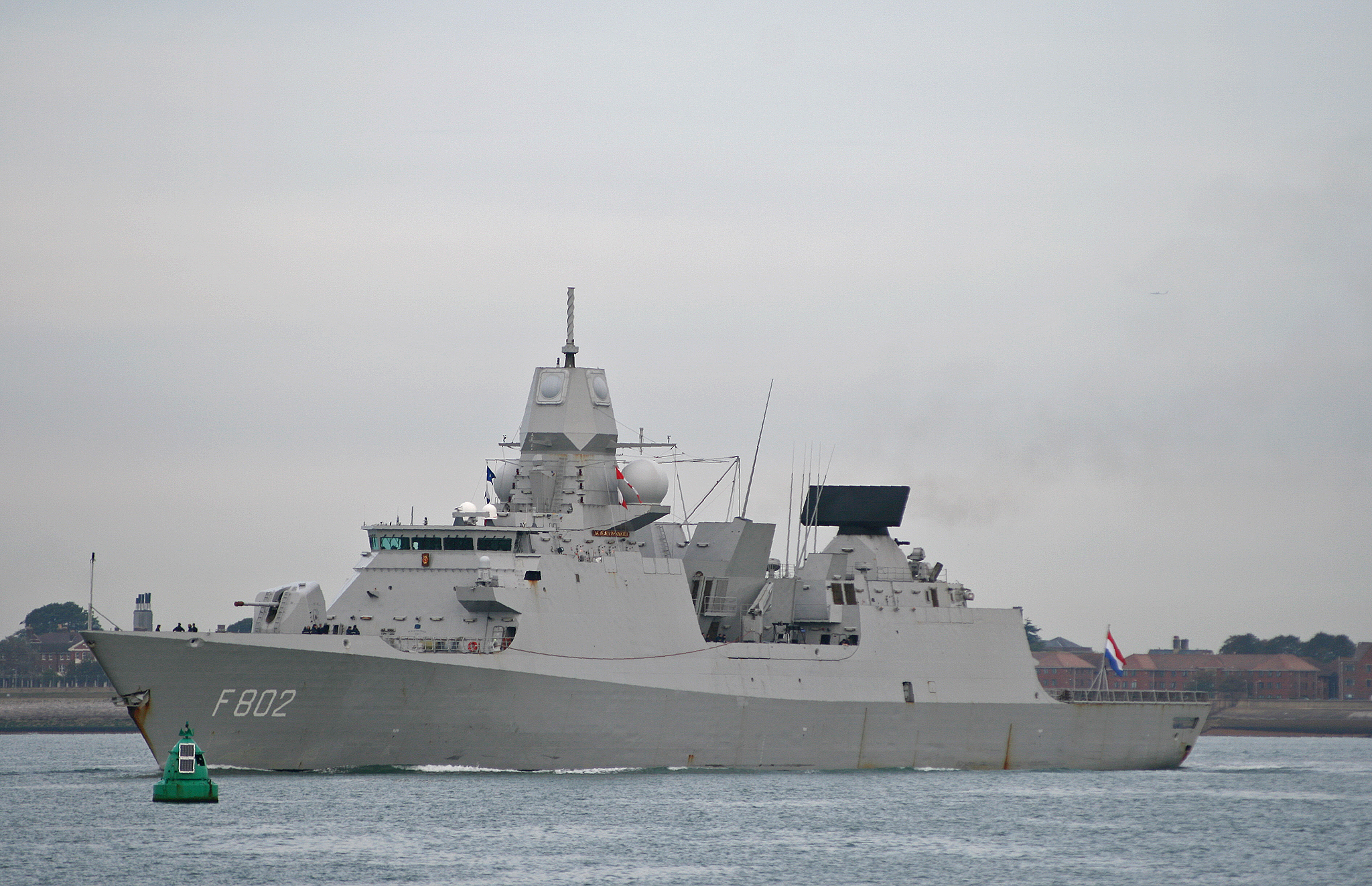
الفرقاطة F802 دي سيفن بروفينسيان تغادر قاعدة بورتسموث البحرية بالمملكة المتحدة في 21 سبتمبر 2009

وقد تم إجراء المزيد من التمارين بالإطلاق الحي للصواريخ، وذلك في مارس 2005، ومرة أخرى في المحيط الأطلسي وعلى بعد نحو 330 كيلومترا غرب جزر الأزور. وشملت الاختبارات ثلاثة تجارب لإطلاق النار الحية وهي إطلاق صاروخ واحد من SM-2 Block IIIA على طائرة بدون طيار (ايريس Iris) كهدف على مداً بعيد، وصاروخ آخر من ESSM على الهدف والذي مثلته طائرة بدون طيار ايريس، كما تم إطلاقي «سالفو» Salvo launch ، نُفذ أحدهما بإطلاق صاروخين من SM-2 Block IIIAs والآخر تألف من صاروخي ESSM ضد اثنتين من الطائرات بدون طيار المستهدفة «أيريس». وقد إتضح الاشتباك بالمدى الطويل للصاروخ SM-2 باعتراضه الهدف على مسافة تزيد عن 100 كم من السفينة، مع مسافة حيود عن الهدف تبلغ 2.4 متر (تم تعطيل فتيل الرأس المتفجر لأغراض الاختبار).

## مكافحة عمليات القرصنة
شاركت سفن من فئة دي زيفن بروفينسيان في عمليات مكافحة القرصنة قبالة القرن الأفريقي. وكانت مجموعة الأهداف غير التقليدية (أي الأهداف الصغيرة البطيئة الحركة أو حتى الساكنة الثابتة) تمثل تحديا بالنسبة إلى رادارات دوبلر المصممة لمواجهة التهديدات «الراقية». ومع ذلك، ووفقا لدورية جين الدولية للدفاع، فقد حققت البحرية الملكية الهولندية نجاحاً كبيراً باستخدام برامج مصممة خصيصا للبحث عن أهداف السطح بواسطة رادار APAR المُضمن بفرقاطات الفئة دي زيفن بروفينسيان والتي تم نشرها لأداء دور مكافحة القرصنة، وذلك من خلال التضحية ببعض قدرات APAR الراقية والخاصة بالدفاع الجوي، والتي أُعتُبرت غير ضرورية لدور مكافحة القرصنة، وتم تحسين أدائها في دور البحث السطحي.

## قائمة السفن
| الرقم المتسلسل | إسم الفرقاطة        | تاريخ بدء البناء | تاريخ التدشين | دخول الخدمة    | الحالة    |
| -------------- | ------------------- | ---------------- | ------------- | -------------- | --------- |
| F802           | De Zeven Provinciën | 1 سبتمبر 1998    | 8 أبريل 2000  | 26 أبريل 2002  | في الخدمة |
| F803           | ترومب               | 3 سبتمبر 1999    | 7 أبريل 2001  | 14 مارس 2003   | في الخدمة |
| F804           | De Ruyter           | 1 سبتمبر 2000    | 13 أبريل 2002 | 22 أبريل 2004  | في الخدمة |
| F805           | Evertsen            | 3 سبتمبر 2001    | 19 أبريل 2003 | 10 يونيه 2005، | في الخدمة |

### سفن دعم
أبسالون

  كاريل دورمان